# Wybory parlamentarne w Tuvalu w 2015 roku
Wybory parlamentarne w Tuvalu odbyły się 31 marca 2015.
Parlament Tuvalu składa się z 15 deputowanych. Dwóch kandydatów, Enele Sopoaga i Elisala Pita, uzyskało mandat bez głosowania, gdyż w ich okręgu nie zgłoszono żadnych kontrkandydatów.